# Urena lobata
Urena lobata es una especie de planta anual, variable, erecta de la familia de las malváceas.

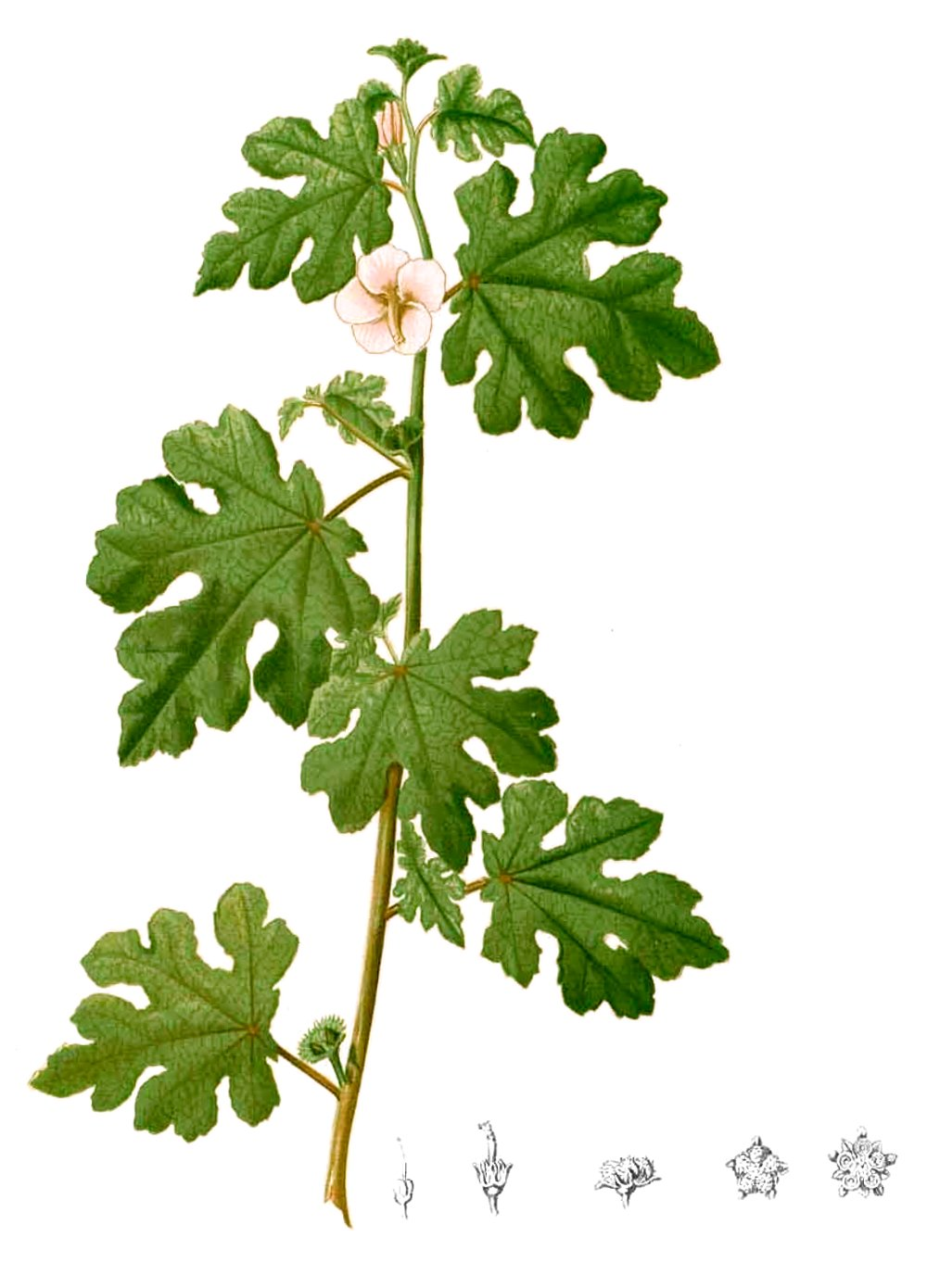
Ilustración

## Descripción
Son plantas sufrútices ampliamente ramificadas, que alcanzan un tamaño de 1 m de alto; tallos con pubescencia diminuta. Hojas ancha o angostamente ovadas, anguladas o ligeramente lobadas, más o menos agudas en el ápice, truncadas o cordadas en la base, crenadas, con pubescencia estrellada diminuta, algo discoloras, con un (raras veces más) nectario prominente en la base del nervio principal. Flores solitarias o pocas en las axilas de las hojas, subsésiles o con pedicelos hasta 7 mm de largo; calículo gamofilo, 5-lobado, 5–6 mm de largo, subigual al cáliz; cáliz pubescente, partido hasta la mitad, los lobos ciliados, 1-acostillados; pétalos de 15 mm de largo, pubescentes externamente, lilas; columna estaminal glabra, las anteras subsésiles. Frutos oblatos, ca 8 mm de diámetro, estrellado-pubescentes y con numerosas espinas gloquidiadas, carpidios 5, no dehiscentes; semillas 1 por carpidio, 3–3.5 mm de largo, glabras.

## Distribución y hábitat
Es una especie común pantropical que se encuentra especialmente en áreas inundables que está ampliamente distribuida en los trópicos del Nuevo y Viejo Mundo.

## Aguaxima en L'Encyclopédia

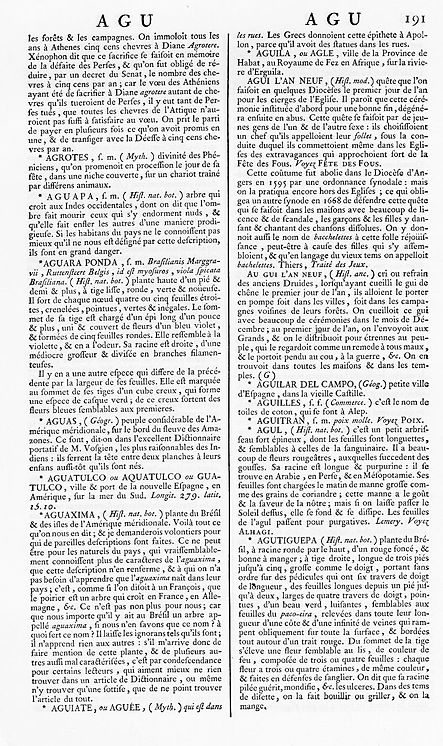
Page 191 of the Encyclopédie

En la Encyclopédie ou Dictionnaire raisonné des sciences, des arts et des métiers (Vol. 1 [1751], p. 191), de Denis Diderot se encuentra un artículo sobre la planta con el nombre común portugués de Aguaxima.  La entrada es notable no por su descripción en una frase de su tema ("Aguaxima, una planta que crece en Brasil y en las islas de América del Sur."), sino por el editorial de Diderot que sigue. Frustrado por la inutilidad de un artículo tan pobre, reflexiona acerca del público al que podría servir. Su conclusión es una crítica sucinta de la suposición popular de que las enciclopedias deben medirse en función de su amplitud o amplitud más que a la calidad.
Aguaxima, es una planta que crece en Brasil y en las islas de América del Sur. Esto es todo lo que se nos dice al respecto; y me gustaría saber para quién se hacen tales descripciones. No puede ser para los nativos de los países en cuestión, que son propensos a saber más sobre el aguaxima que lo que contiene esta descripción, y a los que no es necesario conocer que el aguaxima crece en su país. Es como si dijeras a un francés que el peral es un árbol que crece en Francia, en Alemania, etc. No es para nosotros, ya sea, por lo qué nos importa que hay un árbol en Brasil llamado aguaxima, si todo lo que sabemos de ella es su nombre? ¿Cuál es el punto de dar el nombre? Deja a los ignorantes como estaban y enseña al resto de nosotros nada. Si de todas maneras, mencionan esta planta aquí, junto con varias otras que también se describen mal, entonces es por consideración a ciertos lectores que prefieren encontrar nada en un artículo del diccionario o incluso encontrar algo estúpido que no encontrar el artículo en absoluto.

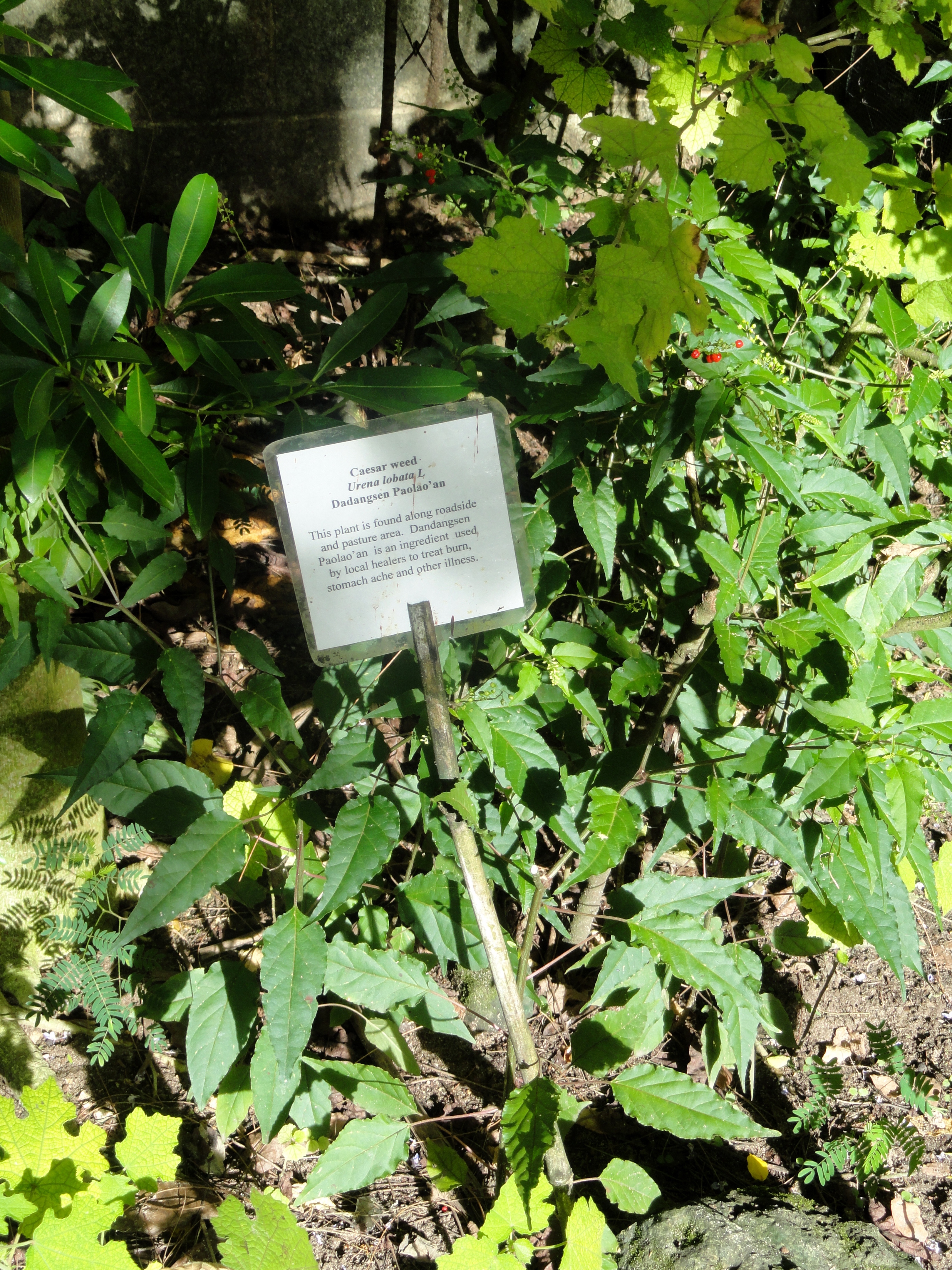
Vista de la planta

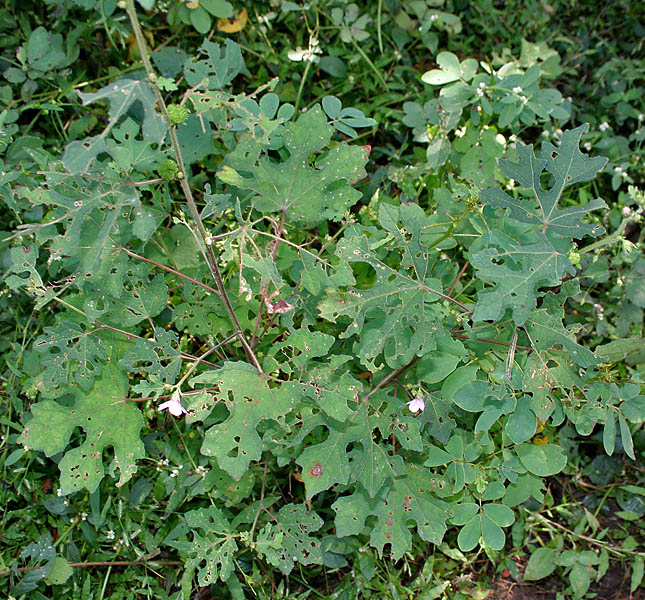
Detalle de las hojas

## Propiedades
De la planta Urena lobata se aísla el principio activo imperatorina.

## Taxonomía
Urena lobata fue descrita por Carlos Linneo y publicado en Species Plantarum 2: 692. 1753.
Variedades aceptadas
- Urena lobata var. chinensis (Osbeck) S.Y. Hu
- Urena lobata var. glauca (Blume) Borss. Waalk.

Sinonimia
- Urena americana L.
- Urena americana L. f.
- Urena diversifolia Schumach.
- Urena grandiflora DC.
- Urena monopetala Lour.
- Urena reticulata Cav.
- Urena tomentosa Blume
- Urena trilobata Vell.[9]

## Nombres comunes
- colotan de Filipinas, guaxima del Brasil, malvalisco del Brasil.[10]